# 高地性集落

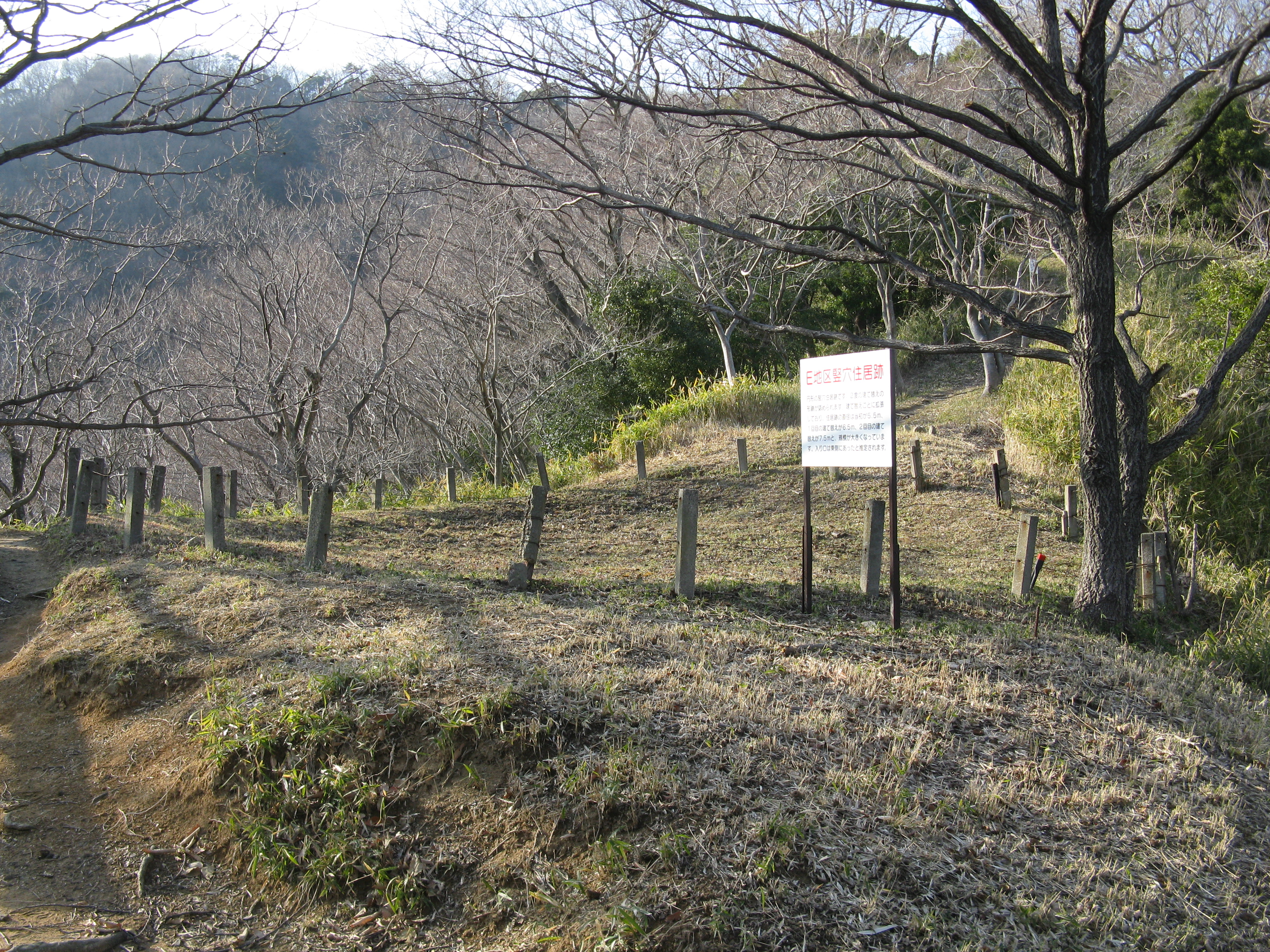
会下山遺跡

高地性集落（こうちせいしゅうらく）は、日本の弥生時代中・後期に、平地と数十メートル以上の標高差があり、平野や海など周囲を眺望できる山頂や丘陵の尾根上などに形成された集落である。

## 概要
弥生時代の集落遺跡は、周囲に濠をめぐらして外敵の侵入を防ぐ環濠集落が主たるものであり、これらはコメの生産地となる水田に近い平野部や台地上に形成されていた。それに対して、農作物を大量生産するには適さないと思われる山地の頂上・斜面・丘陵から、弥生時代中期 - 後期の集落遺跡、すなわち高地性集落の遺跡が見つかっており、「逃げ城」や「狼煙台」などの軍事目的の集落であったなど、その性質をめぐって様々な議論が提起されている。
まず、高地性集落の分布は、弥生中期に中部瀬戸内と大阪湾岸に、弥生後期に近畿とその周辺部にほぼ限定されている。古墳時代前期には、西日本の広島・鳥取に、北陸の富山・石川・新潟に分布する。しかし、北部九州にはみられない集落である。集落遺跡の多くは平地や海を広く展望できる高い位置にあり西方からの進入に備えたものであり、焼け土を伴うことが多いことから、のろしの跡と推定されている。遺跡の発掘調査からは、高地性集落が一時的というより、かなり整備された定住型の集落であることが判っている。また、狩猟用とは思えない大きさの石鏃（石の矢尻）も高地性集落の多くから発見されている。
以上を総合して、高地性集落を山城のように軍事的性格の強い集落とする意見が主流を占めている。しかし、高地性遺跡からも同時期の平地の遺跡とほぼ同じ内容の遺物が見つかっており単なる監視所・のろし台といったものではなく、かなりの期間、住居を構えた場所だったことも判明してきている。
集落の分布状況から、弥生中期 - 後期にかけて、北部九州 - 瀬戸内沿岸 - 畿内の地域間で軍事衝突を伴う政治的紛争が絶えなかったとの推測もなされている。つまり、畿内を中心とした地域で進められていた統合・連合への動きであった。豊中市勝部遺跡の木棺から石槍が背に刺さった遺体や石鏃を数本打ち込まれたらしい遺体も発見されている。これらの遺体は争乱の犠牲者とみられる。さらに、弥生中期 - 後期という時期に着目し、中国史書に見える倭国王の登場や倭国大乱との関連を重視する見方がある。
一方、環濠集落はほぼ弥生時代全期間を通じて存在した。これは、近隣のクニやムラとの戦いに備えたものであり、北部九州とヤマトのような遠く離れた地域間の戦いに備えたものでないことが考えられる。20世紀末期ごろからは、高地性集落を特殊な集落と捉えるのではなく、他の環濠集落や非環濠集落との関連性に着目し、地域の拠点となる拠点集落とその他の集落という関係で見直す動きも出ている。

## 主な遺跡
日本最古の高地性集落遺跡は、京都府京丹後市の扇谷遺跡で、弥生時代前期末から中期初頭にかけての比較的短期間営まれたものとみられている。
そのほか、主な高地性集落遺跡には、香川県三豊市詫間町の紫雲出山遺跡（しうでやまいせき、標高352メートル）、同県高松市石清尾山古墳群（いわせおやまこふんぐん、標高232メートル）、愛媛県西条市の八堂山遺跡（はちどうやまいせき、標高196.5メートル）、瀬戸内海に浮かぶ男鹿島（たんがしま）の山頂にある兵庫県姫路市大山神社遺跡（標高220メートル）、神戸市伯母野山遺跡（標高130メートル）、同県芦屋市会下山遺跡（えげのやまいせき、標高185メートル）、同城山遺跡（標高250メートル）、岡山市貝殻山遺跡（標高284m）、柏原市高尾山遺跡（標高280メートル）などがある。
高地性環濠集落として新潟県村上市に所在する弥生時代後期後半の山元遺跡がある。東北の文化圏では初めての環濠集落となる。長辺100メートル以上、短辺約50メートルの広さで、深さ約1メートル、溝の断面は逆台形である。環濠外の土坑墓群から61点に及ぶ大量のガラス玉が出土している。
その他の高地性環濠集落として大阪府高槻市に、弥生時代後期初頭の遺跡である古曽部・芝谷遺跡がある。標高80 - 100メートルに位置し、東西600メートル、南北500メートルにわたって広がっており、100棟以上の住居や木棺墓が発掘されている。集落間の争いを避けるために丘陵に移住したとされる。